# Ilketshall St Margaret
Ilketshall St Margaret eller St. Margaret, Ilketshall är en by och en civil parish i distriktet East Suffolk i grevskapet Suffolk i England. Orten har 209 invånare (2011).